# Grootsnuithaai
De grootsnuithaai (Carcharhinus altimus) is een haai uit de familie van de requiemhaaien.

## Natuurlijke omgeving
De grootsnuithaai komt wereldwijd voor in tropische en warme zeeën. Meer in detail:
- Het westen van de Atlantische Oceaan van Florida, (USA) tot Venezuela[5]
- Het oosten van de Atlantische Oceaann van Senegal tot Ghana, inclusief de Middellandse Zee[5]
- Het westen van de Indische Oceaan in de Rode Zee, bij Mozambique,[7] Zuid-Afrika,[7] Madagaskar[5] en India[8]
- Het westen van de Grote Oceaan, bij China,[5] Taiwan[9] en Australië[10]
- Het midden van de Grote Oceaan bij Hawaï[11]
- Het oosten van de Grote Oceaan van de Golf van Californië en het zuiden van Mexico[5] en bij Colombia[5] en Ecuador[12]

## Synoniemen
- Carcharhinus radamae - Fourmanoir, 1961[13]
- Carcharinus radamae - Fourmanoir, 1961[13]
- Eulamia altima - Springer, 1950[2]

Zwartsnuithaai (C. acronotus) · Zilverpunthaai (C. albimarginatus) · Grootsnuithaai (C. altimus) · Sierlijke haai (C. amblyrhynchoides) · Grijze rifhaai (C. amblyrhynchos) · Varkensooghaai (C. amboinensis) · Borneohaai (C. borneensis) · Koperhaai (C. brachyurus) · Tolhaai (C. brevipinna) · Nerveuze haai (C. cautus) · Pacifische kleinstaarthaai (C. cerdale) · Witwanghaai (C. dussumieri) · Zijdehaai (C. falciformis) · Kreekhaai (C. fitzroyensis) · Galapagoshaai (C. galapagensis) · Pondicherryhaai (C. hemiodon) · Fijntandhaai (C. isodon) · Gladtandzwarttiphaai (C. leiodon) · Stierhaai (C. leucas) · Zwartpunthaai (C. limbatus) · Oceanische witpunthaai (C. longimanus) · Hardsnuithaai (C. macloti) · C. macrops · Zwartpuntrifhaai (C. melanopterus) · Schemerhaai (C. obscurus) · Caribische rifhaai (C. perezii) · Zandbankhaai (C. plumbeus) · Atlantische kleinstaarthaai (C. porosus) · Zwartstiphaai (C. sealei) · Nachthaai (C. signatus) · Vlekstaarthaai (C. sorrah) · Australische zwartpunthaai (C. tilstoni)